# آزادراه ام۴۲

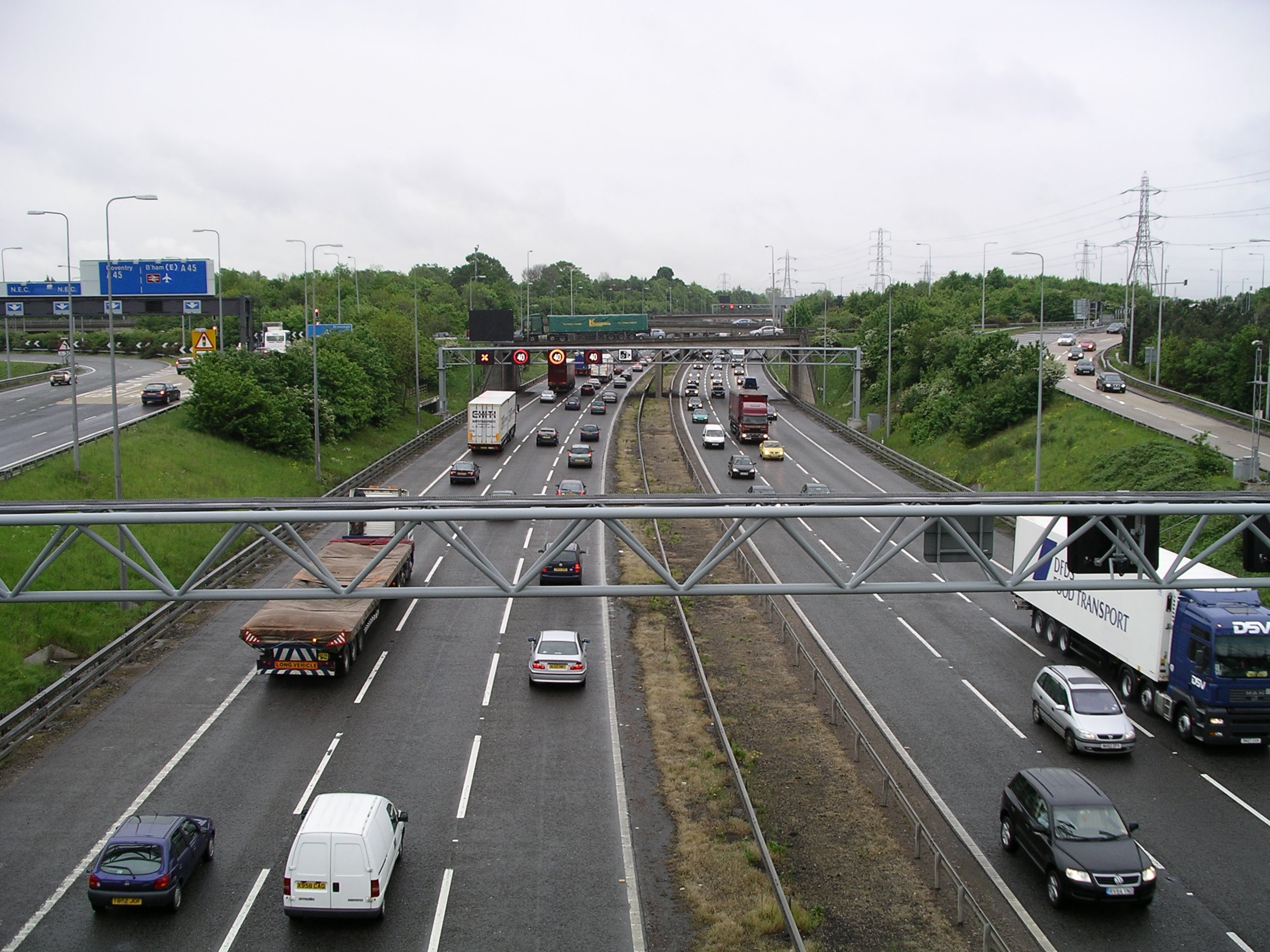
آزادراه ام۴۲

آزادراه ام۴۲ (به انگلیسی: M42 motorway) یک آزادراه در کشور انگلستان است.
این آزادراه که از شهر برومزگرو شروع میشود، ۸۸.۵ کیلومتر (۵۵ مایل) مسافت دارد و از شهرهای ردیچ، سولیهال، بیرمنگام و تاموورث عبور میکند.